# ولفگانگ فون شوینت
ولفگانگ فون شوینت (انگلیسی: Wolfgang von Schwind; ۴ ژوئیهٔ ۱۸۷۹ – ۱۹ آوریل ۱۹۴۹) بازیگر و خوانندهٔ اپرا اهل کشور اتریش بود.
از فیلم‌ها یا برنامه‌های تلویزیونی که وی در آن نقش داشته‌است می‌توان به بادبزن خانم ویندیرمیر و ۱۹۱۴ اشاره کرد.